# Eparchia szczygierska
Eparchia szczygierska – jedna z eparchii Rosyjskiego Kościoła Prawosławnego, z siedzibą w Szczigrach. Należy do metropolii kurskiej.
Erygowana 26 lipca 2012 postanowieniem Świętego Synodu Rosyjskiego Kościoła Prawosławnego, poprzez wydzielenie z eparchii kurskiej. Obejmuje część obwodu kurskiego.
Pierwszym ordynariuszem eparchii został biskup szczygierski i manturowski Paisjusz (Jurkow). W 2024 r. nowym ordynariuszem eparchii został biskup Teognost (Ilnicki).